# الوین پلانتینگا
الوین کارل پلانتینگا (به انگلیسی: Alvin Plantinga) فیلسوف دین آمریکایی در سنت تحلیلی است.

## زندگی‌نامه
الوین پلانتینگا در سال ۱۹۳۲ در ایالت میشیگان آمریکا متولد شد. پدر وی دانش‌آموخته فلسفه و وابسته به کلیسای اصلاح‌شده بود. الوین هم راه پدر را در پیش گرفت و در کالج کالون به آموزش فلسفه پرداخت. وی در این باره می‌گوید: جاذبه کالج کالون برای ترکیب فعالیت جدی فلسفی با علاقه و دل بستگی اصیل دینی بود. مسئله مهم در این کالج یافتن ربط و نسبت‌های فعالیت علمی و عقلانی با حیات دینی بود.
در سال ۱۹۵۴ برای تکمیل تحصیلات فلسفی خود به دانشگاه میشیگان رفت و در کلاس درس کسانی چون ویلیام فرانکنا و ویلیام آلستون حضور یافت. وی ضمن اعتراف به شکوه خیره‌کننده مباحث فلسفی در دانشگاه میشیگان، از این که تلاش فلسفی آن‌ها مصروف حل پرسش‌های اصلی و مهم نمی‌شد، اظهار نگرانی می‌کرد.
پلانتینگا سپس به دانشگاه ییل می‌رود و در سال ۱۹۵۸ دکترای فلسفه می‌گیرد. پس از فراغت از تحصیل برای تدریس به دانشگاه (Wayne) دعوت می‌شود و در آن جا با ادموند گتیه، معرفت‌شناس تأثیرگذار معاصر، آشنا و همکار می‌شود. پس از بازنشستگی اولین استاد فلسفه‌اش در کالج کالون برای جایگزینی وی به شهر و دیار خود دعوت می‌شود و پس از حدود دو دهه تدریس در آن جا به گروه فلسفه دانشگاه نتردام می‌پیوندد. تردیدی نیست که انگیزه اصلی وی در برگشت به کالج کالون هم سویی فضای حاکم بر آن با باورهای وی بوده‌است، از جمله این اعتقاد که نه علم و نه تعلیم و تربیت نمی‌تواند از لحاظ دینی خنثی باشند. این نگرش در کالج کالون مورد قبول و حتی الگوی سازمانی آن جا بود و از این رو جای مناسبی برای فعالیت فلسفی و دینی پلانتینگا بود.

## فعالیت‌ها
از نظریات مهم فلسفی او می‌توان به دفاع از باور به وجود خدا به عنوان اعتقادی پایه، بسط نظریه معرفت‌شناسی اصلاح‌شده، نقد گسترده مسئله شر و دفاع از موضع خداباورانه در این باب اشاره کرد.
آخرین فعالیت رسمی او به عنوان مدیر مرکز فلسفه دین در دانشگاه نوتردام بود.
در حال حاضر، پلانتینگا به دلیل از دست دادن حافظه خود، از فعالیتهای تخصصی کناره‌ گرفته و در آسایشگاهی مشغول استراحت است.

## گزیده آثار پلانتینگا
- God and Other Minds. Ithaca: Cornell University Press. 1967. rev. ed. , 1990. ISBN 0-8014-9735-3
- The Nature of Necessity. Oxford: Clarendon Press. 1974. ISBN 0-19-824404-5

ترجمه فارسی: الوین پلنتینگا، ماهّیتِ ضرورت، ترجمه کاوه لاجوردی، نشر نو، ۱۴۰۳
- God, Freedom, and Evil. Grand Rapids: Eerdmans. 1974. ISBN 0-04-100040-4
- Does God Have A Nature? Wisconsin: Marquette University Press. 1980. ISBN 0-87462-145-3
- Faith and Rationality: Reason and Belief in God (ed. with Nicholas Wolterstorff). Notre Dame: University of Notre Dame Press. 1983. ISBN 0-268-00964-3
- Warrant: the Current Debate. New York: Oxford University Press. 1993. ISBN 0-19-507861-6 (1987-1988 Gifford Lectures), online
- Warrant and Proper Function. Oxford: Oxford University Press. 1993. ISBN 0-19-507863-2 (1987-1988 Gifford Lectures), online
- Warranted Christian Belief. New York: Oxford University Press. 2000. ISBN 0-19-513192-4 online
- Essays in the Metaphysics of Modality (ed.) Matthew Davidson. New York: Oxford University Press. 2003. ISBN 0-19-510376-9
- Knowledge of God (with Michael Tooley). Oxford: Blackwell. 2008. ISBN 0-631-19364-2
- Science and Religion (with Daniel Dennet). Oxford: Oxford University press. 2010 ISBN 0-19-973842-4

## مطالعه بیشتر دربارهٔ پلانتینگا
- Baker, Deane-Peter (ed), Alvin Plantinga (Contemporary Philosophy in Focus Series). New York: Cambridge University Press. 2007.
- Mascrod, Keith, Alvin Plantinga and Christian Apologetics. Wipf & Stock. 2007.
- Crisp, Thomas, Matthew Davidson, David Vander Laan (eds), Knowledge and Reality: Essays in Honor of Alvin Plantinga. Dordrecht: Springer. 2006.
- Beilby, James, Epistemology as Theology: An Evaluation of Alvin Plantinga's Religious Epistemology. Aldershot: Ashgate. 2005
- Beilby, James (ed), Naturalism Defeated? Essays on Plantinga's Evolutionary Argument Against Naturalism. Ithaca: Cornell University Press. 2002.
- Sennet, James (ed), The Analytic Theist: An Alvin Plantinga Reader. Grand Rapids: Eeardman. 1998. ISBN 0-8028-4229-1
- Kvanvig, Jonathan (ed), Warrant in Contemporary Epistemology: Essays in Honor of Plantinga's Theory of Knowledge. Savage, Maryland: Rowman & Littlefield. 1996.
- McLeod, Mark S. Rationality and Theistic Belief: An Essay on Reformed Epistemology (Cornell Studies in the Philosophy of Religion). Ithaca: Cornell University Press. 1993.
- Zagzebski, Linda (ed), Rational Faith. Notre Dame: University of Notre Dame Press. 1993.
- Sennett, James, Modality, Probability, and Rationality: A Critical Examination of Alvin Plantinga's Philosophy. New York: P. Lang. 1992.
- Hoitenga, Dewey, From Plato to Plantinga: An Introduction to Reformed Epistemology. Albany: State University of New York Press. 1991.
- Parsons, Keith, God and the Burden of Proof: Plantinga, Swinburne, and the Analytic Defense of Theism. Buffalo, New York: Prometheus Books. 1989.
- Tomberlin, James and Peter van Inwagen (eds), Alvin Plantinga (Profiles V.5). Dordrecht: D. Reidel. 1985.
- "Self-profile" in Alvin Plantinga, James Tomberlin and Peter van Inwagen ed. , (Dordrecht: D. Riedle Pub. Co.), 1985
- Forrest, Barbara; Gross, Paul R. (8 January 2004). Creationism's Trojan Horse. Oxford University Press. ISBN 0-19-515742-7.
- Mackie, J.L (1982). The Miracle of Theism: Arguments for and Against the Existence of God. Oxford University Press. ISBN 0-19-824682-X. {{cite book}}: Cite has empty unknown parameter: |coauthors= (help)
- Meister, Chad (2009). Introducing Philosophy of Religion. Routledge. ISBN 978-0-415-40327-6.